# Ctenotus grandis
Espèce
Ctenotus grandis est une espèce de sauriens de la famille des Scincidae.

## Répartition
Cette espèce est endémique d'Australie. Elle se rencontre en Australie-Occidentale et dans le Territoire du Nord. Sa présence est incertaine en Australie-Méridionale.

## Liste des sous-espèces
Selon The Reptile Database (7 septembre 2012) :
- Ctenotus grandis grandis Storr, 1969
- Ctenotus grandis titan Storr, 1980

## Publications originales
- Storr, 1969 : The genus Ctenotus (Lacertilia: Scincidae) in the Eastern Division of Western Australia. Journal of the Royal Society of Western Australia, vol. 51, no 4, p. 97-109 (texte intégral).
- Storr, 1980 : The Ctenotus grandis species-group (Lacertilia: Scincidae). Records of the Western Australian Museum, vol. 8, no 3, p. 415-422 (texte intégral).